# At the Heart of Destruction
At The Heart of Destruction è il quinto album di Pär Boström (quarto del progetto Kammarheit), registrato e pubblicato nel 2002.

## Tracce
Tutte le tracce sono composte da Pär Boström.
1. Morgonspill – 05:45
2. R'Lyeh – 07:48
3. Beyond Structures and Time – 06:29
4. Amorphous – 05:20
5. Ukemoche – 06:20
6. Catacombs – 07:42
7. Morning Tower – 05:11
8. When the Kingdom Fell Asleep – 07:20

## Formazione
- Pär Boström – tastiere, programmazione